# Distretto di Leoben
Leoben è un distretto amministrativo dello Stato di Stiria, in Austria.

## Geografia antropica
Il distretto si suddivide in 16 comuni, fra i quali 3 con status di città, 8 con diritto di mercato ed i restanti 5 comuni semplici.

### Città
- Eisenerz
- Leoben
- Trofaiach

### Comuni mercato
- Kalwang
- Kammern im Liesingtal
- Kraubath an der Mur
- Mautern in Steiermark
- Niklasdorf
- Sankt Michael in Obersteiermark
- Sankt Peter-Freienstein
- Vordernberg

### Comuni
- Proleb
- Radmer
- Sankt Stefan ob Leoben
- Traboch
- Wald am Schoberpaß